# Rozprzestrzenienie języków urzędowych
Poniższa lista przedstawia języki urzędowe państw świata, ułożone w kolejności alfabetycznej. Przy każdym języku podano państwo lub regiony, w których dany język uznany jest za urzędowy. W niektórych państwach nie ma określonego prawnie języka urzędowego, wówczas za takie uznano te języki, w których wydawane są oficjalne dokumenty. Przy niektórych szczególnie rozprzestrzenionych językach umieszczone są poglądowe mapy, przedstawiające użycie danego języka na świecie.
Zobacz też: lista języków urzędowych według państw

## A
abazyński
- Rosja:
  - Karaczajo-Czerkiesja (razem z rosyjskim, karaczajskim i czerkieskim)

adygejski
- Rosja:
  - Adygeja (razem z rosyjskim)

afrykanerski (afrikaans)
- Południowa Afryka (razem z angielskim, ndebele, sesotho, sotho, siswati, tsonga, tswana, venda, xhosa i zulu)

ajmara
- Boliwia (z hiszpańskim i keczua)
- Peru (z hiszpańskim i keczua)

albański
- Albania
- Macedonia Północna (razem z macedońskim)
- Serbia
  - Kosowo (razem z serbskim)

amharski:
- Etiopia

angielski
- Akrotiri
- Anguilla
- Antigua i Barbuda
- Australia
- Australijskie Terytorium Antarktyczne
- Bahamy
- Baker
- Barbados
- Belize
- Bermudy
- Botswana (po tswana, języku narodowym)
- Brytyjskie Terytorium Antarktyczne
- Brytyjskie Terytorium Oceanu Indyjskiego
- Brytyjskie Wyspy Dziewicze
- Chiny
  - Hongkong (razem z chińskim)
- Dependencja Rossa
- Dhekelia
- Dominika
- Erytrea (razem z arabskim i tigrinia)
- Falklandy
- Fidżi (razem z fidżi i hindi (hindustani))
- Filipiny (razem z pilipino)
- Gambia
- Georgia Południowa i Sandwich Południowy
- Ghana
- Gibraltar
- Grenada
- Guam (razem z chamorro)
- Guernsey (razem z francuskim i normandzkim Guernsey)
- Gujana
- Howland
- Indie (razem z hindi, bengalskim, telugu, marathi, tamilskim, urdu, gudźarati, malajalam, kannada, orija, pendżabskim, kaszmirskim, assamskim, sindhi i sanskrytem)
- Irlandia (razem z irlandzkim)
- Jamajka
- Jarvis
- Jersey (razem z francuskim i normandzkim Jersey)
- Johnston
- Kajmany
- Kamerun (razem z francuskim)
- Kanada (na poziomie federalnym razem z francuskim)
  - we wszystkich prowincjach z wyjątkiem Quebecu
  - Nowy Brunszwik (razem z francuskim)
  - Nunavut (razem inuktitut)
- Kenia (razem z suahili de facto, ale żaden język urzędowy nie jest określony prawem)
- Kingman
- Kiribati (razem z kiribati de facto, ale żaden język urzędowy nie jest określony prawem)
- Lesotho (razem z soto (sesotho) de facto, ale żaden język urzędowy nie jest określony prawem)
- Liberia
- Malawi (razem z chichewa)
- Malta (razem z maltańskim de facto, ale żaden język urzędowy nie jest określony prawem)
- Mariany Północne
- Mauritius
- Midway
- Mikronezja (na poziomie ogólnopaństwowym)
  - Chuuk (razem z językiem chuuk)
  - Kosrae (razem z językiem kosrae)
  - Pohnpei (razem z językiem pohnpei)
  - Yap (razem z językami yap, ulithi i woleai)
- Montserrat
- Namibia
- Nauru (razem z naurańskim de facto, ale żaden język urzędowy nie jest określony prawem)
- Navassa
- Nigeria
- Niue (razem z niueńskim}
- Norfolk (razem z norfolskim)
- Nowa Zelandia (tradycyjnie uznawane za urzędowy, drugi uznawanym prawnie jest maoryski)
- Pakistan (razem z urdu)
- Palau (razem z palau de facto, ale żaden język urzędowy nie jest określony prawem)
- Palmyra
- Papua-Nowa Gwinea (razem z hiri motu i tok pisin de facto, ale żaden język urzędowy nie jest określony prawem)
- Pitcairn (razem z pitcairn)
- Portoryko (razem z hiszpańskim)
- Południowa Afryka (razem z afrykanerskim (afrikaans) kosa (xhosa), ndebele, pedi (północny soto), soto (sesotho, południowy soto), suazi, tsonga, tswana, venda i zulu)
- Rwanda (razem z rwanda i francuskim)
- Saint Kitts i Nevis
- Saint Lucia
- Saint Vincent i Grenadyny
- Samoa (razem z samoańskim)
- Samoa Amerykańskie (razem z samoańskim)
- Seszele (razem z francuskim i kreolskim)
- Sierra Leone
- Singapur (razem z malajskim, tamilskim i chińskim)
- Somaliland (razem z arabskim i somalijskim)
- Stany Zjednoczone – na poziomie federalnym nie określono prawnie oficjalnego języka urzędowego, ale konstytucja i całe prawo stanowione są w języku angielskim
  - w następujących stanach angielski jest językiem urzędowym: Alabama (od 1990), Alaska (1998), Arkansas (1987), Kalifornia (1986), Karolina Północna (1987), Karolina Południowa (1987), Kolorado (1988), Dakota Północna (1987), Dakota Południowa, (1995), Floryda (1988), Georgia (1996), Illinois (1969), Indiana (1984), Iowa (2002), Kentucky (1984), Luizjana (1811), Massachusetts (1975), Missisipi (1987), Missouri (1998), Montana (1995), Nebraska (1920), New Hampshire (1995), Tennessee (1984), Utah (2000), Wirginia (1996), Wyoming (1996);
  - w stanie Arizona ustawa z 1988 o angielskim jako języku urzędowym została wycofana w 1998
  - Hawaje (razem z hawajskim)
  - Nowy Meksyk (razem z hiszpańskim)
- Suazi (razem z suazi de facto, ale żaden język urzędowy nie jest określony prawem)
- Święta Helena
- Tanzania (razem z suahili)
- Tokelau (razem z tokelau)
- Tonga (razem z tonga de facto, ale żaden język urzędowy nie jest określony prawem)
- Trynidad i Tobago
- Turks i Caicos
- Tuvalu (razem z tuvalu)
- Uganda
- Vanuatu (razem z bislama i francuskim)
- Wake
- Wielka Brytania
  - Walia (razem z walijskim)
  - Szkocja (razem ze szkockim gaelickim)
- Wyspa Bożego Narodzenia
- Wyspa Man (razem z manx)
- Wyspy Ashmore i Cartiera
- Wyspy Cooka (razem z maoryskim Wysp Cooka)
- Wyspy Dziewicze Stanów Zjednoczonych
- Wyspy Heard i McDonalda
- Wyspy Kokosowe
- Wyspy Marshalla (razem z marszalskim de facto, ale żaden język urzędowy nie jest określony prawem)
- Wyspy Morza Koralowego
- Wyspy Salomona
- Zambia
- Zimbabwe

arabski
- Algieria
- Arabia Saudyjska
- Bahrajn
- Czad (razem z francuskim)
- Dżibuti (razem z francuskim)
- Egipt
- Erytrea (razem z tigrinja)

Język arabski jako język urzędowy

- Irak (w niektórych regionach razem z kurdyjskim)
- Izrael (razem z hebrajskim)
- Jemen
- Jordania
- Katar
- Komory (razem z francuskim)
- Liban
- Libia
- Maroko
- Oman
- Sahara Zachodnia
- Sudan
- Syria
- Tunezja (w użyciu jest także francuski, ale żaden język urzędowy nie został oficjalnie zatwierdzony)
- Zjednoczone Emiraty Arabskie

assamski
- Indie (razem z angielskim, bengalskim, telugu, marathi, tamilskim, urdu, gudźarati, malajalam, kannada, orija, pendżabskim, kaszmirskim, sindhi i sanskrytem)

awarski
- Rosja:
  - Dagestan (razem z rosyjskim)

azerski
- Azerbejdżan

## B
baskijski
- Hiszpania (język urzędowy w niektórych regionach, razem z hiszpańskim)
  - Kraj Basków
  - Nawarra

baszkirski
- Rosja:
  - Baszkiria (razem z rosyjskim)

bengalski
- Bangladesz
- Indie (język konstytucjonalny i jeden z 32 języków regionalnych)
  - Bengal Zachodni
  - Tripura (razem z tripuri)

białoruski
- Białoruś (razem z rosyjskim)

birmański
- Mjanma

bislama
- Vanuatu

bośniacki
- Bośnia i Hercegowina (razem z serbskim i chorwackim)

bułgarski
- Bułgaria

buriacki
- Rosja:
  - Buriacja (razem z rosyjskim)

## C
chakaski
- Rosja:
  - Chakasja (razem z rosyjskim)

chichewa
- Malawi (razem z angielskim)

chiński zob. mandaryński
chorwacki
- Bośnia i Hercegowina (razem z bośniackim i serbskim)
- Chorwacja
- Serbia:
  - Wojwodina (razem z serbskim, rumuńskim, rusińskim, słowackim i węgierskim)

czarnogórski
- Czarnogóra

czeczeński
- Rosja:
  - Czeczenia (razem z rosyjskim)

czerkieski
- Rosja:
  - Karaczajo-Czerkiesja (razem z rosyjskim, abazańskim i karaczajskim)

czeski
- Czechy

czuwaski
- Rosja:
  - Czuwaszja (razem z rosyjskim)

## D
dari
- Afganistan (razem z pasztuńskim)

duński
- Dania
- Niemcy:
  - na obszarze zamieszkiwanym przez duńską mniejszość narodową w południowym Szlezwiku (razem z niemieckim)
- Wyspy Owcze (razem z farerskim)

dzongkha (assamsko-tybetański)
- Bhutan

## E
estoński
- Estonia

## F
farerski
- Wyspy Owcze (razem z duńskim)

farsi (perski)
- Iran

filipiński zob. tagalski
fidżyjski
- Fidżi (razem z angielskim de facto, ale żaden język urzędowy nie jest określony prawem)

fiński
- Finlandia (razem ze szwedzkim)

flamandzki zob. niderlandzki
francuski
- Belgia (na poziomie federalnym razem z niderlandzkim i niemieckim)
  - Region Stołeczny Brukseli (razem z niderlandzkim)
  - Walonia
- Benin
- Burkina Faso
- Burundi (razem z kirundi)
- Czad (razem z arabskim)
- Dżibuti (razem z arabskim)
- Francja
- Gabon
- Gwinea
- Haiti (razem z haitańskim de facto, ale żaden język urzędowy nie jest określony prawem)
- Kamerun (razem z angielskim)
- Kanada (na poziomie federalnym razem z angielskim)
  - Jukon (razem z angielskim)
  - Nowy Brunszwik (razem z angielskim)
  - Nunavut (razem z inuktitut, angielskim i inuinnaqtun)
  - Quebec (jako jedyny język urzędowy)
  - Terytoria Północno-Zachodnie (razem z angielskim, inuktitut, inuinnaqtun, chipewyan, kri, gwich’in, północnym slavey, południowym slavey i dogrib)
- Komory (razem z arabskim)
- Kongo
- Luksemburg (razem z luksemburskim i niemieckim de facto, ale żaden język urzędowy nie jest określony prawem)
- Madagaskar (razem z malgaskim)
- Mali
- Monako
- Niger
- Republika Środkowoafrykańska (razem z sango)
- Rwanda (razem z kinyarwanda i angielskim)
- Senegal
- Szwajcaria (na poziomie federalnym razem z niemieckim i włoskim)
  - w kantonach Genewa, Jura, Neuchâtel i Vaud (jako jedyny język urzędowy)
  - w kantonach Berno, Fryburg i Valais (razem z niemieckim)
- Togo (razem z ewe i kabiye de facto, ale żaden język urzędowy nie jest określony prawem)
- Tunezja (razem z arabskim de facto, ale żaden język urzędowy nie jest określony prawem)
- Vanuatu (razem z bislama i angielskim de facto, ale żaden język urzędowy nie jest określony prawem)
- Włochy:
  - Dolina Aosty (razem z włoskim)
- Wybrzeże Kości Słoniowej
- Wyspy Normandzkie (razem z angielskim; chociaż francuski jest bardzo rzadko używany, to posiada ten status ze względu na przeszłość historyczną)

fryzyjski
- Holandia
  - prowincja Fryzja

## G
galicyjski
- Hiszpania:
  - Galicja (razem z kastylijskim)

grecki
- Cypr (razem z tureckim)
- Grecja

grenlandzki
- Grenlandia

gruziński
- Gruzja

guarani
- Paragwaj (razem z hiszpańskim)

gudźarati
- Indie (razem z angielskim, bengalskim, telugu, marathi, tamilskim, urdu, malajalam, kannada, orija, pendżabskim, assamskim, kaszmirskim, sindhi i sanskrytem)

## H
haitański
- Haiti (razem z francuskim)

hawajski
- USA:
  - Hawaje (razem z angielskim)

hebrajski
- Izrael (razem z arabskim)

hiszpański (kastylijski)
- Argentyna
- Boliwia (razem z ajmara i keczua)
- Chile
- Dominikana
- Ekwador
- Gwatemala
- Gwinea Równikowa
- Hiszpania (razem z baskijskim, galicyjskim, katalońskim i oksytańskim)
- Honduras
- Kolumbia
- Kostaryka
- Kuba
- Meksyk
- Nikaragua
- Panama
- Paragwaj (razem z guarani)
- Peru (razem z ajmara i keczua)
- Salwador
- Urugwaj
- Wenezuela
- Stany Zjednoczone:
  - Nowy Meksyk (razem z angielskim)
  - państwo stowarzyszone Portoryko (razem z angielskim)

holenderski zob. niderlandzki

## I
indonezyjski zob. malajski
inguski
- Rosja:
  - Inguszetia (razem z rosyjskim)

innuinaqtun
- Kanada:
  - Nunavut (razem z angielskim, francuskim i inuktitut)

inuktitut
- Kanada:
  - Nunavut (razem z angielskim, francuskim i innuinaqtun)

irlandzki
- Irlandia (razem z angielskim, drugim językiem urzędowym)

## J
jakucki
- Rosja:
  - Jakucja (razem z rosyjskim)

japoński
- Japonia

## K
kabardyjski
- Rosja:
  - Kabardo-Bałkaria (razem z rosyjskim i karaczajsko-bałkarskim)

kałmucki
- Rosja:
  - Kałmucja (razem z rosyjskim)

kannada
- Indie (razem z angielskim, bengalskim, telugu, marathi, tamilskim, urdu, gudźarati, malajalam, assamskim, orija, pendżabskim, kaszmirskim, sindhi i sanskrytem)

karaczajski
- Rosja:
  - Karaczajo-Czerkiesja (razem z rosyjski, abazańskim i czerkieskim)

karaczajsko-bałkarski
- Rosja:
  - Kabardo-Bałkaria (razem z rosyjskim i kabardyjskim)

kastylijski zob. hiszpański
kaszmirski
- Indie (razem z angielskim, bengalskim, telugu, marathi, tamilskim, urdu, gudźarati, malajalam, kannada, orija, pendżabskim, assamskim, sindhi i sanskrytem)

kazachski
- Kazachstan (razem z rosyjskim)

kataloński
- Andora
- Hiszpania – język urzędowy w niektórych regionach, razem z hiszpańskim
  - Baleary
  - Katalonia
  - Walencja (jako język walencki)

keczua
- Boliwia (razem z hiszpańskim i ajmara)
- Peru (razem z hiszpańskim i ajmara)

khmerski
- Kambodża

kinyarwanda
- Rwanda (razem z angielskim i francuskim)

kiribati
- Kiribati (razem z angielskim de facto, ale żaden język urzędowy nie jest określony prawem)

kirundi
- Burundi (razem z francuskim)

kisuahili znany bardziej jako suahili
- Kenia (razem z angielskim)
- Tanzania (razem z angielskim)

komi
- Rosja:
  - Komi (razem z rosyjskim)

koreański
- Korea Południowa
- Korea Północna

kurdyjski
- Irak (w regionie zamieszkwanym przez Kurdów, w pozostałych częściach kraju oficjalnym językiem jest arabski)

## L
laotański
- Laos

lapoński
- Norwegia (w 6 gminach)

litewski
- Litwa

luksemburski
- Luksemburg (razem z francuskim i niemieckim de facto, ale żaden język urzędowy nie jest określony prawem)

## Ł
łacina
- Watykan (razem z włoskim)

łotewski
- Łotwa

## M
macedoński
- Macedonia Północna (razem z albańskim)

malajalam
- Indie (razem z angielskim, bengalskim, telugu, marathi, tamilskim, urdu, gudźarati, kaszmirskim, kannada, orija, pendżabskim, assamskim, sindhi i sanskrytem)

malajski
- Brunei
- Indonezja (odmiana zwana językiem indonezyjskim)
- Malezja
- Singapur (język narodowy, razem z angielskim, tamilskim i mandaryńskim jako drugorzędnymi)

malediwski
- Malediwy

maltański
- Malta (razem z angielskim de facto, ale żaden język urzędowy nie jest określony prawem)

mandaryński
- Chińska Republika Ludowa
- Singapur (razem z malajskim, angielskim i tamilskim)
- Republika Chińska (Tajwan)

maoryski
- Nowa Zelandia (razem z angielskim)

maoryski z Wysp Cooka
- Wyspy Cooka (razem z angielskim)

marathi
- Indie (razem z angielskim, bengalskim, telugu, malajalam, tamilskim, urdu, gudźarati, kaszmirskim, kannada, orija, pendżabskim, assamskim, sindhi i sanskrytem)

maryjski
- Rosja:
  - Mari (razem z rosyjskim)

mołdawski zob. rumuński
mordwiński
- Rosja:
  - Mordwa (razem z rosyjskim)

## N
nauruański
- Nauru (razem z angielskim)

ndebele
- Południowa Afryka (razem z angielskim i afrikaans oraz z regionalnymi sesotho, sotho, siswati, tsonga, tswana, venda, xhosa i zulu)

nepalski
- Nepal

niderlandzki
- Belgia (na poziomie federalnym razem z francuskim i niemieckim)
  - Region Stołeczny Brukseli (razem z francuskim)
  - Flandria
- Holandia
- Surinam

niemiecki
- Austria
- Belgia (razem z niderlandzkim i francuskim)
  - na obszarze niemieckojęzycznej wspólnoty Belgii
- Liechtenstein
- Luksemburg (po luksemburskim, języku narodowym, razem z francuskim)
- Niemcy
- Szwajcaria (na poziomie federalnym razem z francuskim i włoskim)
  - w 17 z 26 kantonów (sam)
  - Gryzonia (razem z włoskim i romansz)
  - Berno, Fryburg, Valais (razem z francuskim)
- Włochy
  - Trydent-Górna Adyga (Południowy Tyrol) (razem z włoskim)

niue
- Niue razem z angielskim)

norweski
- Norwegia

## O
oksytański
- Hiszpania
  - Val d’Aran, część Katalonii (dialekt aranès, język urzędowy razem z hiszpańskim i katalońskim)

ormiański
- Armenia

orija
- Indie (razem z angielskim, bengalskim, telugu, marathi, tamilskim, urdu, gudźarati, malajalam, kannada, kaszmirskim, pendżabskim, assamskim, sindhi i sanskrytem)

osetyński
- Rosja:
  - Północna Osetia (razem z rosyjskim)

## P
pasztuński
- Afganistan (razem z dari)

pendżabski
- Indie (razem z angielskim, bengalskim, telugu, marathi, tamilskim, urdu, gudźarati, malajalam, kannada, kaszmirskim, orija, assamskim, sindhi i sanskrytem)

perski zob. farsi
polski
- Polska

portugalski
- Angola
- Brazylia
- Gwinea Bissau
- Mozambik
- Portugalia
- Republika Zielonego Przylądka
- Timor Wschodni (razem z tetum)
- Wyspy Świętego Tomasza i Książęca

## R
romansz
- Szwajcaria:
  - Gryzonia (razem z niemieckim i włoskim)

rosyjski
- Białoruś (razem z białoruskim)
- Kazachstan (razem z kazachskim)
- Mołdawia:
  - Naddniestrze (razem z mołdawskim i ukraińskim)
- Rosja (w republikach autonomicznych używane są obok rosyjskiego języki regionalne)

rumuński
- Mołdawia
- Rumunia
- Serbia:
  - Wojwodina (razem z serbskim, chorwackim, rusińskim, słowackim i węgierskim)

rusiński
- Serbia:
  - Wojwodina (razem z serbskim, chorwackim, rumuńskim, słowackim i węgierskim)

## S
sango
- Republika Środkowoafrykańska (razem z francuskim)

sanskryt
- Indie (razem z angielskim, bengalskim, telugu, marathi, tamilskim, urdu, gudźarati, malajalam, kannada, kaszmirskim, pendżabskim, assamskim, sindhi i orija)

serbski
- Bośnia i Hercegowina (razem z bośniackim i chorwackim)
- Serbia

sesotho
- Lesotho (razem z angielskim i zulu de facto, ale żaden język urzędowy nie jest określony prawem)
- Południowa Afryka (razem z angielskim i afrikaans oraz z regionalnymi ndebele, siswati, tsonga, tswana, pedi, xhosa, venda i zulu)

sindhi
- Indie (razem z angielskim, bengalskim, telugu, marathi, tamilskim, urdu, gudźarati, malajalam, kannada, kaszmirskim, pendżabskim, assamskim, orija i sanskrytem)

siswati
- Południowa Afryka (razem z angielskim i afrikaans oraz z regionalnymi ndebele, pedi, tsonga, tswana, sotho, xhosa, venda i zulu)
- Suazi (razem z angielskim)

słowacki
- Serbia:
  - Wojwodina (razem z serbskim, chorwackim, rumuńskim, rusińskim i węgierskim)
- Słowacja

słoweński
- Austria:
  - Karyntia (razem z niemieckim)
- Słowenia

somalijski
- Etiopia
- Somalia

sotho
- Południowa Afryka (razem z angielskim i afrikaans oraz z regionalnymi sesotho, ndebele, siswati, tsonga, tswana, venda, xhosa i zulu)

syngaleski
- Sri Lanka

szwedzki
- Finlandia (razem z fińskim)
  - Wyspy Alandzkie (jako jedyny)
- Szwecja (choć szwedzki nie jest określony prawem jako język urzędowy, to wszystkie dokumenty wydawane są w tym języku)

## T
tadżycki
- Tadżykistan

tagalog zob. tagalski
tagalski
- Filipiny (razem z angielskim)

tamilski
- Indie (razem z angielskim, bengalskim, telugu, marathi, siswati, urdu, gudźarati, malajalam, kannada, kaszmirskim, pendżabskim, assamskim, orija i sanskrytem)
- Singapur (razem z malajskim, angielskim i mandaryńskim)
- Sri Lanka (razem z syngaleskim)

tatarski
- Rosja:
  - Tatarstan (razem z rosyjskim)

telugu
- Indie (razem z angielskim, bengalskim, tamilskim, marathi, siswati, urdu, gudźarati, malajalam, kannada, kaszmirskim, pendżabskim, assamskim, orija i sanskrytem)

tetum
- Timor Wschodni (razem z portugalskim)

tajski
- Tajlandia

tigrinja
- Erytrea (razem z arabskim)

tonga
- Tonga (razem z angielskim de facto, ale żaden język urzędowy nie jest określony prawem)

tsonga
- Południowa Afryka (razem z angielskim i afrikaans oraz z regionalnymi sesotho, ndebele, siswati, sotho, tswana, venda, xhosa i zulu)

tswana
- Południowa Afryka (razem z angielskim i afrikaans oraz z regionalnymi sesotho, ndebele, siswati, tsonga, sotho, venda, xhosa i zulu)

turecki
- Turcja
- Cypr (razem z greckim)

turkmeński
- Turkmenistan

tuvalu
- Tuvalu (razem z angielskim)

tuwiński
- Rosja:
  - Tuwa ((razem z rosyjskim)

## U
udmurcki
- Rosja:
  - Udmurcja (razem z rosyjskim)

ukraiński
- Mołdawia:
  - Naddniestrze (razem z rosyjskim i mołdawskim)
- Ukraina

urdu
- Indie (razem z angielskim, bengalskim, telugu, marathi, tamilskim, pendżabskim, gudźarati, malajalam, kannada, kaszmirskim, orija, assamskim, sindhi i sanskrytem)
- Pakistan (razem z angielskim)

uzbecki
- Uzbekistan

## V
venda
- Południowa Afryka (razem z angielskim i afrikaans oraz z regionalnymi sesotho, ndebele, siswati, tsonga, tswana, sotho, xhosa i zulu)

## W
walencki zob. kataloński
walijski
- Wielka Brytania:
  - Walia (razem z angielskim)

węgierski
- Austria:
  - Burgenland (razem z niemieckim i chorwackim)
- Serbia:
  - Wojwodina (razem z serbskim, chorwackim, rumuńskim, rusińskim i węgierskim)
- Słowenia
  - gminy Hodoš, Dobrovnik i Lendava (razem ze słoweńskim)
- Węgry

wietnamski
- Wietnam

włoski
- Chorwacja:
  - część Istrii (razem z chorwackim)
- San Marino
- Słowenia:
  - na wybrzeżu (razem ze słoweńskim)
- Szwajcaria (na poziomie federalnym razem z niemieckim i francuskim)
  - kanton Ticino
  - kanton Gryzonia (razem z niemieckim i romansz)
- Watykan (razem z łaciną)
- Włochy

## X
xhosa
- Południowa Afryka (razem z angielskim i afrikaans oraz z regionalnymi sesotho, ndebele, siswati, tsonga, tswana, sotho, venda i zulu)

## Z
zulu
- Południowa Afryka (razem z angielskim i afrikaans oraz z regionalnymi sesotho, ndebele, siswati, tsonga, tswana, sotho, xhosa i venda)